# Geogaddi
Geogaddi е дългоочакваният втори официален студиен албум издаден от шотландската електронна група Boards of Canada в три отделни региона в три различни дена. Албумът първоначално е разпространен в 6 места по света: Берлин, Токио, Лондон, Ню Йорк, Единбург и Париж. Той представя едно значително по-мрачно и тежко звучене на групата спрямо предното им издание „Music Has the Right to Children“. Заглавието на албума няма никакво смислено значение; слушателите са оставени сами да преценят какво трябва да значи. „Geogaddi“ е най-комерсиално успешният албум на Boards of Canada.

## Фактология
- „Geogaddi“ запазва хармоничните структури и невинно звучащите като правени от деца мелодии, въведени като тяхна отличителна черта още в предходния им албум „Music Has the Right to Children“, но този път залагат също така и на изследването на по-мрачни мотиви, скрито заложени в невинното звучене.
- Въпреки че членовете на групата не са правили особени коментари върху заглавията не песните, съществуват много предположения за митологични/окултни алюзии, заложени в тях, но до този момент няма потвърждаване от страна на братята Сандисън на нито една от догадките, сред които: препратки към богове („You Could Feel the Sky“), сектантство („1969“), записани наобратно аудио послания („A Is to B as B Is to C“) и хипноза („The Devil Is in The Details“).
- В годината си на издаване албумът получава смесени оценки от някои музикални критици, недоволни от липсата на според тях реално развитие от последния им албум. Въпреки това Geogaddi бързо се превръща в класика в жанра.
- Около издаването на албума има известна промоция от страна на дуото и лейбъла им Warp Records. Албумът е официално представен в шест различни града: Лондон, Ню Йорк, Токио, Единбург, Париж и Берлин. Въпреки това, само едно интервю е дадено и то чрез имейл.
- Албумът е достъпен в три различни формата: стандартна опаковка, ограничено издание с диска и прилежаща книга с твърди корици, включваща допълнителна артистична работа по албума и издание с три винила.
- Във всички издадени формати „Magic Window“ е абсолютна тишина.
- Художественият мотив при артистичното оформление на обложката и книжката е калейдоскопът. Лимитираното издание върви с книжка, състояща се от 12 страници, в която са включени всички изображения създадени за албума. Впрочем, при първите продажби на „Geogaddi“, заедно с албума се е продавал и калейдоскоп, който все още може да се намери по различни интернет търгове.
- Boards of Canada решават да запишат албума си точно 66 минути и 6 секунди дълъг след като това им е предложено от президента на Warp Records Стийв Бекет, който решава да се пошегува със слушателите и да ги убеди, че този албум е сътворен от самия Сатана. В някои случаи, компютърните плеъри могат да покажат време от 66 минути и 4 секунди.
- Японското издание на „Geogaddi“ съдържа допълнителната песен „From One Source All Things Depend“. Тази кратка песен съдържа семпли на деца, които казват молитви и обясняват кой за тях е Бог. Част от използваните семпли могат да бъдат чути и в песента „I Can Feel Him in the Morning“ на американската рок група Гранд Фънк Рейлроуд от албума им „Survival“ от „1971“. Оригиналният източник на семплите остава неясен.

## Песни
1. Ready Lets Go – 0:59
2. Music Is Math – 5:21
3. Beware the Friendly Stranger – 0:37
4. Gyroscope – 3:34
5. Dandelion – 1:15
6. Sunshine Recorder – 6:12
7. In the Annexe – 1:22
8. Julie and Candy – 5:30
9. The Smallest Weird Number – 1:17
10. „1969“ – 4:19
11. Energy Warning – 0:35
12. The Beach at Redpoint – 4:18
13. Opening the Mouth – 1:11
14. Alpha and Omega – 7:02
15. I Saw Drones – 0:27
16. The Devil Is in the Details – 3:53
17. A Is to B as B Is to C – 1:40
18. Over the Horizon Radar – 1:08
19. Dawn Chorus – 3:55
20. Diving Station – 1:26
21. You Could Feel the Sky – 5:14
22. Corsair – 2:52
23. Magic Window – 1:46
24. From One Source All Things Depend – 2:10 (само в японското издание)